# A Mulher Sensual
A Mulher Sensual é um filme brasileiro de 1981, dirigido por Antônio Calmon.

## Elenco[1]
- Helena Ramos ... Marina
- Paulo Ramos ... Rico
- Maria Pompeu ... Hilda
- Alcione Mazzeo ... Berta
- Helber Rangel ... Alfredo Carlos
- Flávio São Thiago ... Diretor Érico
- Rodolfo Arena
- Otávio Augusto...Jornalista
- André de Biase...Câmera man
- Ana Maria Nascimento e Silva...Atriz de Cinema
- Miguel Falabella...assistente de Érico
- Monique Lafond ...Fotógrafa
- Sérgio Mallandro ... Guto
- Lúcia Veríssimo
- Sílvia Salgado
- Ricardo Zambelli...Galã de novela

## Principais prêmios
Prêmio APCA 1981 (Associação Paulista de Críticos de Arte, Brasil)
- Melhor Atriz Coadjuvante para Maria Pompeu